# پاریته ذاتی
در مکانیک کوانتومی، پاریته ذاتی (به انگلیسی: Intrinsic parity) یک فاکتور فاز است که به صورت ویژه مقدار عملگر پاریته (انعکاس نسبت به مبدأ) خود را نشان می‌دهد. برای این که ببینیم ویژه مقادیر پاریته فاکتورهای فاز هستند، یک ویژه حالت عملگر پاریته را در نظر می‌گیریم (این قابل درک است چون پاریته ذاتی یک ویژگی مربوط به نوع ذرات است) و از این حقیقت استفاده می‌کنیم که با دو بار تبدیل پاریته، ذره در همان حالت قبل قرار می‌گیرد، بنابراین تابع موج جدید می‌تواند تنها یک تفاوت فاز داشته باشد.